# Jessie E. Woods
 (novembre 2022).
Jessie E. Woods est l'une des premières femmes pilotes des États-Unis[réf. souhaitée].

## Biographie

### Enfance et formations
Jessie E. Schulz est née le 27 janvier 1909 dans le comté de Stafford dans le Kansas.  Elle a également vécu à Wichita où elle acquiert une passion pour l'aviation dès son enfance en regardant les avions aller et venir très souvent tous les jours car ils étaient fabriqués à proximité de chez elle,.

## Carrière
En 1928, à l'âge de 19 ans, Jessie quitte la maison avec son petit ami Jimmie Woods et ils se marient le 28 août 1928 à Wichita. Les Woods ont ensuite formé le Flying Aces Air Circus qui  dure jusqu'en 1938, établissant le record du plus long cirque aérien de tous les temps. Les Woods et les autres pilotes qui se produisaient avec eux volaient tous les week-ends dans différents endroits,.
Jessie E. Woods est de fort caractère. Elle est également la dame du cirque, pilotant des avions sur le spectacle du cirque, effectuant souvent des atterrissages dangereux. Elle marche également sur les ailes d'avions en vol en sautant en parachute ou se balance en dessous, ses genoux tenant une échelle de corde,. Une fois, alors qu'elle marche sur les ailes, elle est tombée à 3 000 pieds; d'ordinaire, elle ne porte pas de parachute, mais cette fois-ci, elle en porte un. Le cirque ferme en 1938,.
Pendant la Seconde Guerre mondiale, elle sert dans la Civil Air Patrol et, à son retour de la guerre, elle devient mécanicienne d'avion et instructrice de vol. En 1941,  elle et son mari louent un terrain en Caroline du Sud, le gouvernement américain accordant peu après au couple des licences pour former des pilotes militaires,,.
Après la mort de Jimmie Woods, devenu lui-même une légende en raison de son lien avec le cirque "Flying Aces" à la fin des années 1950,Jessie Woods continue à voler dans tout son pays, obtenant une licence de pilote professionnel. Elle est admirée par beaucoup à l'époque où les idées féministes gagne en importance parmi les femmes américaines,,.
Elle est employée par l'État de Washington et en 1967, elle est nommée pilote de l'année de l'État de Washington.
En 1985, elle est élue au OX5 Aviation Pioneers Hall of Fame; en 1991, elle reçoit le prix Amelia Earthart Aviation Award du Zonta Club de St. Petersburg et des Ninety-Nines en Floride; en 1994, elle est la seule femme à être honorée en tant qu'aigle au Gathering of Eagles du Maxwell Air Force Base à Montgomery dans Alabama,,,. 
Elle est membre des Ninety-Nines de l'International Women Pilots des OX 5 Pioneers et de l'église luthérienne. Jessie E. Woods prend sa retraite de pilote en 1994 et est morte le 17 mars 2001 à Great Bend dans le Kansas à l'âge de 92 ans. Elle est enterrée au cimetière Fairview Park à St. John,,,.